# すずき円香
すずき 円香（すずき まどか、1978年11月24日 - ）は、千葉県茂原市出身の演歌歌手である。

## 略歴
幼少時よりのど自慢などに出演。千葉県立土気高等学校卒業。作詞家の荒木とよひさと作曲家の井上現に師事し、2003年に徳間ジャパンコミュニケーションズからリリースされた「いつか夜汽車で…」でデビュー。

## ディスコグラフィ

### シングル
- いつか夜汽車で… / ここは深川人情しぐれ（2003年、徳間ジャパンコミュニケーションズ）
- 陽だまり草 / 夢の船（2005年、徳間ジャパンコミュニケーションズ）
- 春ふたつ / 女の海図（2008年、徳間ジャパンコミュニケーションズ）
- はるか房州路 / さくら（2015年、WATARU）
- さくら / はるか房州路（2016年、徳間ジャパンコミュニケーションズ）

## 出演

### 舞台
- 大相撲 女将さん奮闘記（2007年3月、大阪新歌舞伎座、座長：神野美伽） - 加藤（後援会長の秘書） 役、魚勝常連のOL 役、伊勢まいり 役[5]

### ラジオ番組
- おもいで歌謡うた物語（レインボータウンFM） - パーソナリティ[6]